# Sant Urbà de Foradada
Sant Urbà de Foradada és una església del municipi de Foradada (Noguera) protegida com a bé cultural d'interès local.

## Descripció
L'ermita de Sant Urbà està emplaçada al cim del turó als peus del qual s'estén la població de Foradada. El turó, allargassat de nord-oest a sud-est, conté en el vessant meridional el cingle amb un forat a la roca que dona nom al poble i actualment forma part del Parc de la Roca Foradada.
Es tracta d'un edifici aïllat, de planta rectangular (de 6 per 7 m aproximadament) que consisteix en una capella d'una sola nau, coberta amb volta de canó i teulada a doble vessant.
Exteriorment, l'edifici està arrebossat amb ciment i ofereix un aspecte homogeni i auster, sense cap mena d'ornamentació. Aquest arrebossat no deixa veure la disposició original dels carreus. La façana d'accés és l'única que conté obertures i un element arquitectònic que indica que l'edifici és de caràcter religiós: un campanar d'espadanya coronada amb una coberta d'arc de mig punt motllurada amb una creu de ferro a sobre. La porta és d'arc de mig punt i a banda i banda s'obren dos petites finestres quadrades. La teulada és una senzilla coberta prefabricada d'uralita.
L'interior és sobri, amb la volta i les parets enguixades i pintades de blanc, excepte la cornisa motllurada i pintada en granat que marca la imposta entre paret i inici de volta. Conté una imatge exempta del sant en un pedestal sobre l'altar. Darrere aquesta imatge, la decoració que li fa de marc està pintada sobre el guix.
L'aspecte actual de l'ermita es deu a les obres de reforma que s'hi efectuaren cap al 1964 i que consistí en l'arrebossat de les parets i la reconstrucció del sostre. Però la seva construcció original es pot datar als segles XVII i/o XVIII per comparació amb altres esglesioles d'aquesta època en aquesta zona, les quals tenen les característiques comunes de ser de planta quadrada de petites dimensions, teulada a dues vessants, porta adovellada i dues petites finestres, una a cada banda de l'entrada.

## Història
Sant Urbà és el patró del poble de Foradada. S'hi celebra romeria el diumenge proper al dia del sant. Segons la tradició, antigament hi hagué al poble unes febres que produïen mal de cap i aleshores els vilatans van invocar Sant Urbà pel seu patronatge sobre aquest mal. S'hi canten els goigs de Sant Urbà i després de la missa es reparteix coca entre els assistents per guarir el mal de cap de tot l'any.
Se sap que entre la Guerra Civil i les reformes de 1964 va penjar de l'espadanya una campana feta amb un tros de bomba deixada caure sobre la població per la Legió Còndor. Des de les reformes no hi penja cap campana.